# Liste südafrikanischer Schachspieler
Die Liste südafrikanischer Schachspieler enthält Schachspieler, die für den südafrikanischen Schachverband spielberechtigt sind oder waren und mindestens eine der folgenden Bedingungen erfüllen:
- Träger einer der folgenden FIDE-Titel: Großmeister, Ehren-Großmeister, Internationaler Meister, Großmeisterin der Frauen, Ehren-Großmeisterin der Frauen, Internationale Meisterin der Frauen;
- Träger einer der folgenden ICCF-Titel: Großmeister, Verdienter Internationaler Meister, Internationaler Meister, Großmeisterin der Frauen, Internationale Meisterin der Frauen;
- Gewinn einer nationalen Einzelmeisterschaft.

## A
- John Archer (1909–1975), südafrikanischer Meister

## B
- Chloe Badenhorst (* 2007), südafrikanische Meisterin der Frauen
- John Barlow (* 1947), Fernschachgroßmeister
- Benjamin Jaco Bester (* 1972), Internationaler Meister im Fernschach
- Max Blieden (1870–1964), südafrikanischer Meister
- Denise Bouah (* 1980), Internationale Meisterin der Frauen, südafrikanische Meisterin der Frauen

## C
- Arthur Cameron (1872–1928), südafrikanischer Meister
- Daniel Cawdery (* 1982), Internationaler Meister, südafrikanischer Meister
- Alexander Chavkin, südafrikanischer Meister

## D
- Aleida De Bruyn (* 2000), Internationale Meisterin der Frauen
- Kurt Dreyer (1909–1981), südafrikanischer Meister
- Anika Du Plessis (* 2000), Internationale Meisterin der Frauen
- Harry Duhan (1863–1929), südafrikanischer Meister

## E
- Jenine Ellappen (* 1986), Internationale Meisterin der Frauen
- John Eriksen (1921–2006), südafrikanischer Meister[1]

## F
- Jesse Nikki February (* 1997), Internationale Meisterin der Frauen
- David Friedgood (* 1946), südafrikanischer Meister[2]

## G
- Woolf Gerber, südafrikanischer Meister
- David Gluckman (* 1966), Internationaler Meister, südafrikanischer Meister
- Melissa Greeff (* 1994), Frauengroßmeisterin

## H
- Donovan van den Heever (* 1981), Internationaler Meister
- Wolfgang Heidenfeld (1911–1981), südafrikanischer Meister[3]
- John Holford (1909–1997), südafrikanischer Meister

## J
- Carmen de Jager (* 1989), südafrikanische Meisterin

## K
- Adv. Piet Kemp († 2011 oder 2012), Senior Internationaler Meister im Fernschach
- Kenneth Kirby (* 1915), südafrikanischer Meister
- Everdinand Knol, Senior Internationaler Meister im Fernschach
- Watu Kobese (* 1973), Internationaler Meister, südafrikanischer Meister[4]
- Frank Korostenski (* 1949), südafrikanischer Meister
- Piet Kroon (1945–2021), südafrikanischer Meister

## L
- Anzel Laubscher (* 1978), Internationale Meisterin der Frauen[5]
- Francis Joseph Lee (1857–1909), historischer Meister, südafrikanischer Meister

## M
- Johannes Manyedi Mabulesa (* 1984), Internationaler Meister
- Donald Macfarlane (* 1966), südafrikanischer Meister[6]
- Inge Marx (* 1999), Internationale Meisterin der Frauen
- Cecile van der Merwe (* 1987), Internationale Meisterin der Frauen
- Kees van der Meyden, südafrikanischer Meister
- Marany Meyer (* 1984), Internationale Meisterin der Frauen[7]
- Abraham Michael, südafrikanischer Meister
- George Michelakis (* 1972), Internationaler Meister[8]

## N
- Nicholas van der Nat (* 1979), südafrikanischer Meister

## P
- Mignon Pretorius (* 1987), südafrikanische Meisterin

## R
- Ryan Pierre van Rensburg (* 1990), Internationaler Meister
- Arthur Rivett, südafrikanischer Meister
- Edward Roberts, südafrikanischer Meister
- Mark Rubery (* 1959), südafrikanischer Meister

## S
- Bruno Siegheim (1875–1952), historischer Meister, südafrikanischer Meister
- Monique Sian Sischi (* 1987), Internationale Meisterin der Frauen
- Kenny Solomon (* 1979), Großmeister, südafrikanischer Meister
- Heinrich Stander (* 1989), Internationaler Meister
- Henry Robert Steel (* 1989), Internationaler Meister, südafrikanischer Meister

## T
- Samantha Tavinski, Internationale Meisterin im Fernschach
- Tshepang Tlale (* 1997), Internationale Meisterin der Frauen
- Sune du Toit (* 1998), Internationale Meisterin der Frauen

## V
- Charles de Villiers (* 1953), südafrikanischer Meister

## W
- David A. Walker (* 1954), südafrikanischer Meister
- Daleen Wiid (* 1991), Internationale Meisterin der Frauen
- Clyde Wolpe (* 1961), südafrikanischer Meister

## Z
- Charlize van Zyl (* 1999), Internationale Meisterin der Frauen